# گمینا بوژتوخوم
گمینا بوژتوخوم (به لهستانی:  Gmina Borzytuchom) یک گمینا در لهستان است که در شهرستان بتوف واقع شده‌است. گمینا بوژتوخوم ۱۰۸٫۵۷ کیلومتر مربع مساحت و ۲٬۷۹۱ نفر جمعیت دارد.